# نی شیوی
نی شیوی (انگلیسی: Ni Shiwei؛ زادهٔ ۶ ژوئن ۱۹۶۳) بازیکن واترپلو اهل چین بود.
وی در مسابقات کشوری و بین‌المللی در مجموع برندهٔ ۱ مدال طلا، ۱ مدال نقره شده‌است.